# Femfärgad barbett
Femfärgad barbett (Capito quinticolor) är en fågel i familjen amerikanska barbetter inom ordningen hackspettartade fåglar.

## Utbredning och systematik
Fågeln förekommer från västra Colombia (Chocó) till nordvästligaste Ecuador (Esmeraldas). Den behandlas som monotypisk, det vill säga att den inte delas in i några underarter.

## Status
IUCN kategoriserar arten som nära hotad.